# Эполетовый крылан Франке
Эполетовый крылан Франке (лат. Epomops franqueti) — вид млекопитающих из семейства крылановых (Pteropodidae). 
Длина тела от 11 до 18 см, длина хвоста до 1 мм, размах крыльев до 60 см, вес до 172 г. Мех коричневого цвета, на плечах большие белые «эполеты», брюхо белое, на ушах белые пятна.
Беременность длится от 5 до 6 месяцев. Как правило, самка рождает только одного детёныша. Самки достигают половой зрелости в возрасте от шести месяцев до одного года, самцы — в возрасте 11 месяцев.
Вид распространён в Западной Африке от Кот-д'Ивуара и Ганы на запад до Камеруна и в Центральной Африке до юга Судана, Руанды и Уганды на востоке. Обитает в низменных влажных тропических лесах, где был зарегистрирован в первичной и вторичной среде обитания. Также присутствуют в мозаике влажных тропических лесов с редколесьями и пастбищами. Живёт в небольших группах, часто вблизи воды. Популяции летучих мышей, которые живут на территории Кот-д'Ивуара, являются резервуаром одного из видов вируса Эбола (Tai Forest ebolavirus), вызывающего у людей соответствующую лихорадку.
Популяция вида стабильна. Вид присутствует во многих охраняемых территориях.